# Esemephe tumi
Esemephe tumi is een keversoort uit de familie zwartlijven (Tenebrionidae). De wetenschappelijke naam van de soort is voor het eerst geldig gepubliceerd in 1980 door W.E.Steiner.